# Lena Wisborg
Lena Elisabet Wisborg Candinger (født 24. september 1965 i Huddinge) er en svensk tidligere barneskuespiller. Hun er bedst kendt for sin medvirken i alle tre film om Emil fra Lønneberg, hvor hun spillede Emils lillesøster Ida. Wisborg var også vokalist på filmenes sange Idas sommarvisa og Lille katt med musik af Georg Riedel. Filmene, der var instrueret af Olle Hellbom, blev senere klippet sammen til en tv-serie i 1974.
Wisborg afsluttede som 14-årig sin skuespillerkarriere efter at have haft en mindre birolle i tv-serien Katitzi (1979). Serien er baseret på en selvbiografi af Katarina Taikon.
Wisborg arbejder nu som skrædder og designer nær Stockholm.

## Filmografi
- Emil fra Lønneberg (1971)
- Nye løjer med Emil fra Lønneberg (1972)
- Emil og grisebassen (1973)
- Katitzi (tv-serie, 1979)